# Podospora ampullacea
Podospora ampullacea är en svampart som beskrevs av Cailleux 1969. Podospora ampullacea ingår i släktet Podospora och familjen Lasiosphaeriaceae.   Inga underarter finns listade i Catalogue of Life.